# Гомер Тауншип (округ Поттер, Пенсільванія)
Гомер Тауншип (англ. Homer Township) — селище (англ. township) в США, в окрузі Поттер штату Пенсільванія. Населення — 438 осіб (2020).

## Демографія
Згідно з переписом 2010 року, у селищі мешкало 437 осіб у 170 домогосподарствах у складі 129 родин. Було 268 помешкань
Расовий склад населення:
| - 97,0 % — білих - 1,6 % — чорних або афроамериканців - 0,2 % — азіатів |

До двох чи більше рас належало 1,1 %. Частка іспаномовних становила 1,1 % від усіх жителів.
За віковим діапазоном населення розподілялося таким чином: 24,9 % — особи молодші 18 років, 62,5 % — особи у віці 18—64 років, 12,6 % — особи у віці 65 років та старші. Медіана віку мешканця становила 40,7 року. На 100 осіб жіночої статі у селищі припадало 103,3 чоловіків;  на 100 жінок у віці від 18 років та старших — 102,5 чоловіків також старших 18 років.
Середній дохід на одне домашнє господарство  становив 89 104 долари США (медіана — 71 875), а середній дохід на одну сім'ю — 104 829 доларів (медіана — 79 464). Медіана доходів становила 46 364 долари для чоловіків та 43 750 доларів для жінок. За межею бідності перебувало 6,4 % осіб, у тому числі 9,9 % дітей у віці до 18 років та 5,9 % осіб у віці 65 років та старших.
Цивільне працевлаштоване населення становило 221 особа. Основні галузі зайнятості: освіта, охорона здоров'я та соціальна допомога — 33,5 %, виробництво — 15,4 %, інформація — 9,5 %, публічна адміністрація — 9,0 %.